# Nikanor (Hetairos)
Nikanor (altgriechisch Νικάνωρ Nikánōr; † 326 v. Chr.) war einer der hetairoi (Gefährten, Freunde) und Statthalter Alexanders des Großen.
Im Jahr 327 v. Chr. beauftragte Alexander ihn mit der Verwaltung der nur einige Jahre zuvor neugegründeten Stadt Alexandria, der Provinzhauptstadt der Paropamisaden, mit deren Satrapen Tyriespis er zusammenarbeitete. Er ersetzte Neiloxenos. Ein Jahr später wurde er zum Satrapen der westlich des Indus eroberten Gebiete (Gandhara) berufen. Kurz darauf wurde er bei einem Aufstand der Assakener getötet.
Seine Provinz wurde von Philippos übernommen.